# Sllovë
Sllovë là một xã trong quận Dibër thuộc hạt Dibër, Albania. Dân số năm 2005 là 4492 người.